# Variable lymphocyte receptors
Variable lymphocyte receptors (zu deutsch etwa ‚variable Lymphozytenrezeptoren‘, VLRs) sind Proteine des adaptiven Immunsystems der Kieferlosen (Agnatha), also der Neunaugen und Schleimaale. VLRs werden ähnlich der adaptiven Immunität der Kiefermäuler, z. B. des Menschen, in zwei Zellgruppen eingeteilt.

## Eigenschaften
Die VLRs werden in Anlehnung an die T- und B-Zell-Rezeptoren der Kiefermäuler LLC (englisch lymphocyte like cell) genannt. Dabei unterscheidet man jedoch insgesamt drei verschiedene Typen:
- LLCA (funktionell mit den α/β-T-Zellen verwandt)
- LLCC (funktionell mit den γ/δ-T-Zellen verwandt)
- LLCB (funktionell mit den B-Zellen verwandt)

## Aufbau
Allen drei Typen ist gemein, dass sie aus unterschiedlichen leucinreichen LRR-Sequenzen (englisch Leucine-rich repeats) bestehen. Sie bilden hufeisenförmige Solenoidstrukturen aus. Dabei ist die N-terminale Aminosäuresequenz für die Bindung des Antigens zuständig.